# Silvalen
Silvalen este o localitate din comuna Herøy, provincia Nordland, Norvegia, cu o suprafață de 0,92 km² și o populație de 787 locuitori (2013).